# 日本再生可能エネルギーインフラ投資法人
日本再生可能エネルギーインフラ投資法人（にほんさいせいかのうエネルギーインフラ-）は、東京都港区に本部を置く投資法人。東証上場のインフラファンドであった（2022年8月22日で上場廃止）。

## 概要
日本で3番目に上場したインフラファンドである。
リニューアブル・ジャパン株式会社と東急不動産株式会社がスポンサーで、資産運用会社はリニューアブル・ジャパンが66.6%、東急不動産が33.4%それぞれ出資する「アールジェイ・インベストメント株式会社」である。
投資対象は、再生可能エネルギー発電設備等（太陽光発電設備等）である。太陽光発電の設備と土地を保有し、賃借人（オペレーターSPC）である日本再生可能エネルギーオペレーター合同会社から賃料を受け取る投資形態である。リニューアブル・ジャパンがオペレーター兼O&M業者を務める。
2016年にリニューアブル・ジャパンによって設立され、2017年に上場した。2020年には東急不動産がスポンサーに加わった。
2022年5月12日、リニューアブル・ジャパンは本投資法人へのTOB（株式公開買付け）実施を発表した。同年6月16日にカナディアン・ソーラー・インフラ投資法人の資産運用会社であるカナディアン・ソーラー・アセットマネジメントと、スポンサーであるカナディアン・ソーラー・プロジェクトが本投資法人に合併を提案したが、TOBは成立し、2022年に上場廃止となった。

## 沿革
- 2016年（平成28年）
  - 8月2日 - 本投資法人の設立
  - 9月1日 - 投信法第189条に基づく登録（登録番号 関東財務局長 第123号）
- 2017年（平成29年）3月29日 - 東京証券取引所インフラファンド市場に上場
- 2020年（令和2年）3月27日 - 東急不動産株式会社がスポンサー参画
- 2022年（令和4年）8月22日 - 上場廃止

## ポートフォリオ
投資資産は、すべて太陽光発電設備等である。
2022年1月（第10期）現在で、55件、資産総額419億円、109.2MW。